# Stavfjorden (Sunnfjord)
 For alternative betydninger, se Stavfjorden. (Se også artikler, som begynder med Stavfjorden)
Stavfjorden  er en fjord der går mellem kommunerne Flora og Askvoll kommuner i Vestland fylke i Norge. Den ligger yderst i havgabet og strækker sig 18 km mod øst til starten af Førdefjorden. Fjorden ligger på sydsiden af øen Askrova og Svanøy i Brulandet, mens Stavenesodden ligger på sydsiden. Syd for Stavenesodden ligger Stongfjorden, mens Brufjorden ligger nord for Brulandet.
På sydsiden af fjorden ligger bebyggelserne Stavestranda og Vågane, et godt stykke inde i fjorden. Her går også Rv 609 langs fjorden. Ved Flokeneset ender Stavfjorden og Førdefjorden fortsætter 37 km østover, ind i landet.
61°27′N 4°59′Ø / 61.450°N 4.983°Ø